# Ulla-Britt Hedenberg
Ulla-Britt Hedenberg, född 5 mars 1927 i Engelbrekts församling i Stockholm, död 5 november 2024 i Ekerö distrikt, Stockholms län, var en svensk skådespelare. Hon var gift med skådespelaren Leif Hedenberg och mor till skådespelaren Johan Hedenberg.

## Filmografi
- 1968 – Snattare
- 1970 – Skräcken har 1000 ögon
- 1989 – Hassel – Offren
- 1995 – Anmäld försvunnen (TV-serie)
- 1998 – S:t Mikael (TV-serie)
- 2003 – Grodmysteriet (röst)
- 2012 – Spegel, spegel (röst)